# Hellmuth Stieff

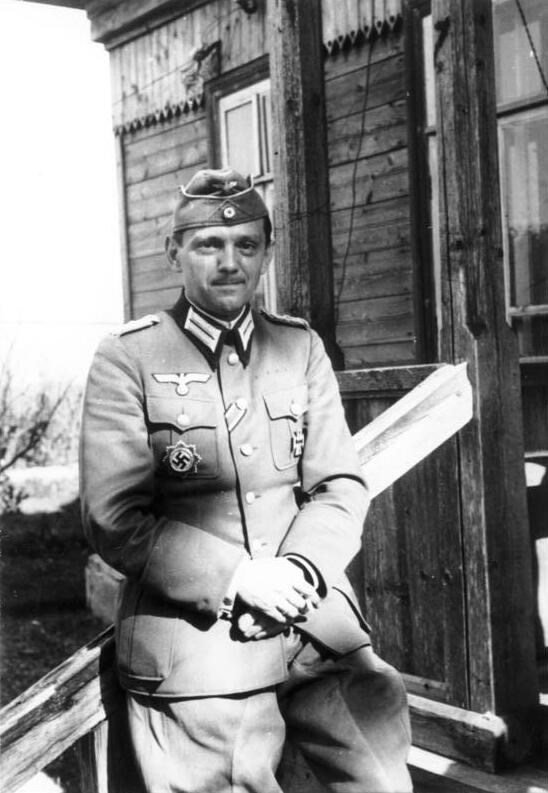
Oberst Hellmuth Stieff, 1942

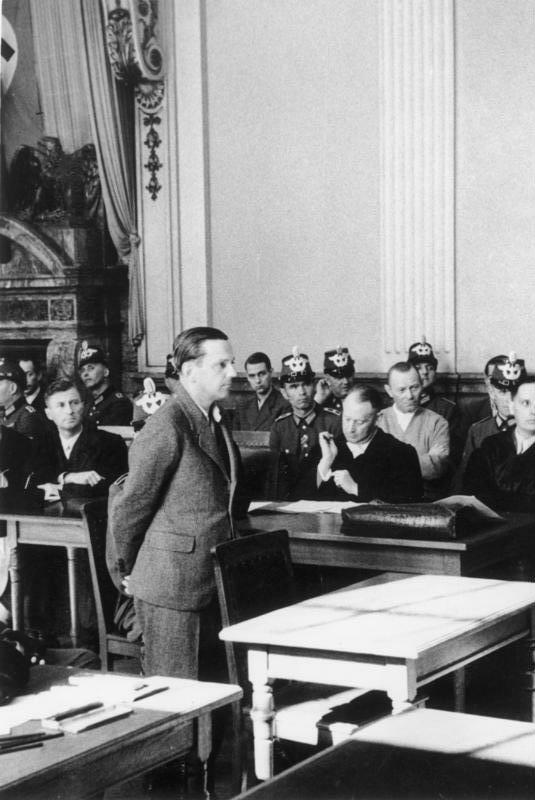
Hellmuth Stieff vor dem Volksgerichtshof, 1944

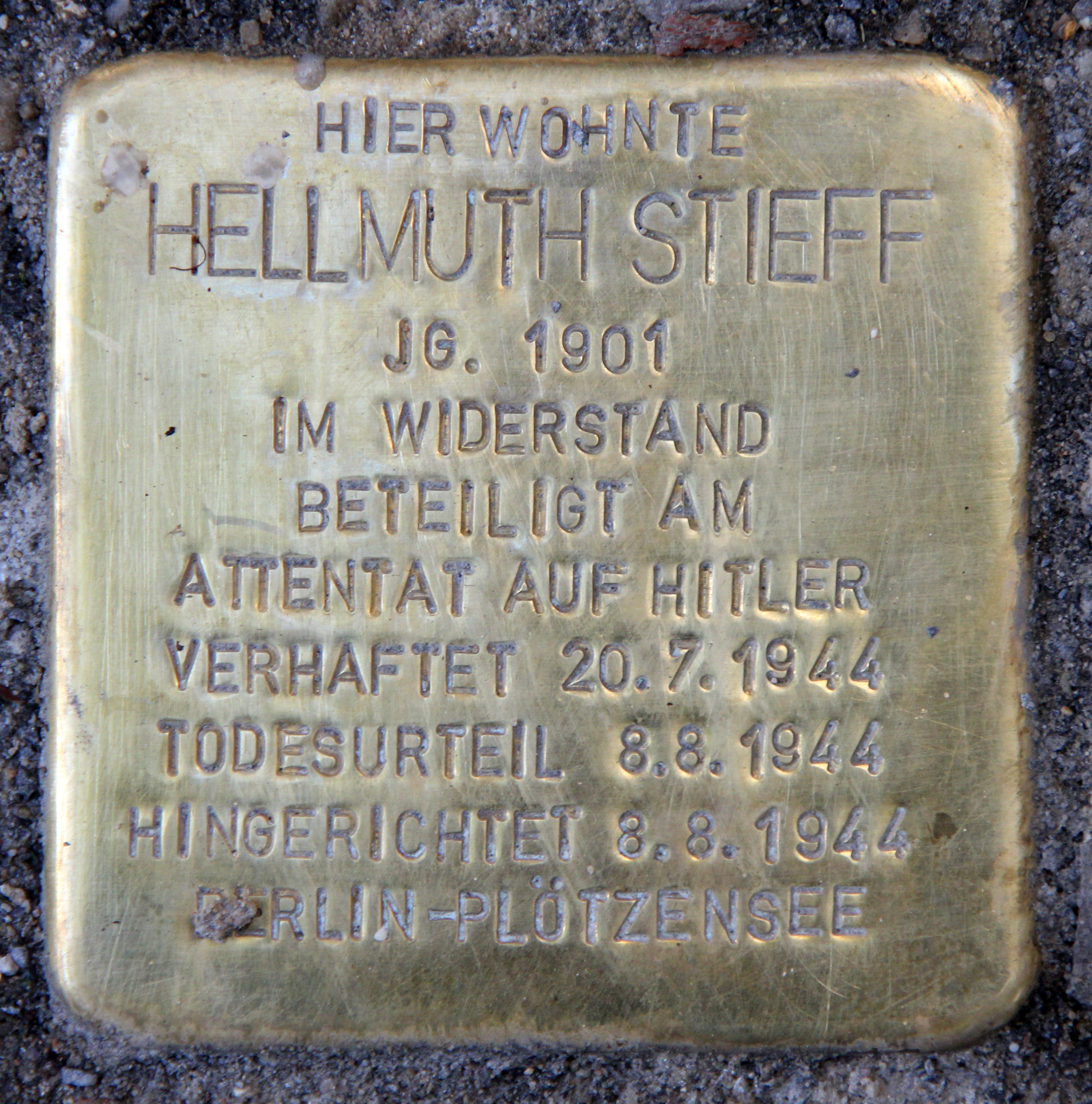
Stolperstein vor seinem ehemaligen Wohnort, Sybelstraße 66, in Berlin-Charlottenburg

Hellmuth Stieff (* 6. Juni 1901 in Deutsch Eylau; † 8. August 1944 in Berlin-Plötzensee) war ein deutscher Generalmajor und Widerstandskämpfer des 20. Juli 1944.

## Leben
Nach dem Ersten Weltkrieg absolvierte Stieff eine Offiziersausbildung und wurde 1938 Angehöriger des Generalstabes der deutschen Wehrmacht, zunächst in der Operationsabteilung unter Adolf Heusinger, dem späteren Generalinspekteur der Bundeswehr. Ab 1942 wurde Stieff dann Oberst sowie Chef der Organisationsabteilung im Oberkommando des Heeres. Im Februar 1944 erfolgte seine Ernennung zum Generalmajor, womit er zu einem der jüngsten Generale des Heeres wurde. Mitarbeitern gegenüber äußerte er sich häufig sehr kritisch über die damalige Kriegsführung.
Stieff wurde während des Überfalls auf Polen wegen der dort verübten Massenmorde zum Gegner des Nationalsozialismus. Oberst i. G. Henning von Tresckow weckte im Sommer 1943 sein Interesse für die aktive Teilnahme am Widerstand. Stieff verwahrte unter anderem den Sprengstoff, mit dem Hauptmann Axel von dem Bussche im November 1943 im Führerhauptquartier Wolfsschanze ein Attentat auf Hitler verüben wollte. Obwohl er Zugang zu Hitler hatte, hatte er eigenhändige Attentate immer abgelehnt. Seiner Frau schrieb er, er wolle insofern „unbefleckt bleiben“. Oberst Graf Stauffenberg hatte bis zum 6. Juli 1944 gehofft, Stieff werde es sich anders überlegen und doch noch handeln. Trotz der günstigen Gelegenheit und der bereits getroffenen Vorbereitungen anlässlich einer Uniformschau am 7. Juli 1944 im Schloss Kleßheim bei Salzburg führte Stieff das Attentat auf Hitler nicht aus. Erst danach wurde es Stauffenberg klar, dass er das Attentat selbst verüben müsse. Stieff flog am frühen Vormittag des 20. Juli 1944 mit Stauffenberg und dessen Adjutanten, Oberleutnant Werner von Haeften,  im Flugzeug von General Eduard Wagner von Berlin nach Ostpreußen zum Führerhauptquartier Wolfsschanze.
Er wurde in der Nacht vom 20. auf den 21. Juli 1944 im Führerhauptquartier Wolfsschanze bei Rastenburg/Ostpreußen verhaftet und schwer misshandelt. Die Gestapo versuchte erfolglos, mittels Folter Namen aus ihm herauszupressen. Sein Schweigen rettete, so der Historiker Horst Mühleisen, „die Brüder Georg und Philipp von Boeselager, Axel von dem Bussche, Rudolf-Christoph von Gersdorff und andere“.
In den Tagen seiner Haft verfasste Stieff ein Memorandum für Hitler, in dem er auf Grundlage seiner Kenntnisse über die militärische Lage „schonungslos mit dem Diktator ab[rechnete]“, wohl wissend, dass dieses endgültig sein Schicksal besiegeln würde. Diese Denkschrift wurde vermutlich über SS-Gruppenführer Heinrich Müller an Heinrich Himmler weitergereicht; danach verliert sich die Spur.
Am 4. August folgte durch den zwei Tage zuvor gebildeten „Ehrenhof“ der unehrenhafte Ausstoß aus der Wehrmacht, so dass das Reichskriegsgericht für die Aburteilung nicht mehr zuständig war. Vier Tage später, am 8. August 1944, wurde Stieff im ersten Prozess vom „Volksgerichtshof“ unter dessen Präsidenten Roland Freisler zum Tode verurteilt. In die Todeszelle zurückgekehrt, konvertierte er im Beisein eines Gefängnisgeistlichen zum katholischen Glauben, der Konfession seiner Frau. Schon eine Stunde nach Beendigung des Prozesses wurde Stieff auf ausdrücklichen Befehl Hitlers in Plötzensee erhängt.
Hellmuth Stieff war seit 1929 mit Ili Cäcilie, geb. Gaertner (* 6. März 1902 in Ludwigsdorf-Mölke, Grafschaft Glatz/Schlesien, † 19. Juli 1980 in Thalgau bei Salzburg/Österreich), einer Tochter des Bergwerksunternehmers Adrian Gaertner, verheiratet. Er lebte mit ihr in einer Villa in Thalgau. Die Ehe blieb kinderlos.
Die Urteile des Volksgerichtshofs blieben in der neuen Bundesrepublik rechtskräftig (das Gesetz zur Aufhebung nationalsozialistischer Unrechtsurteile in der Strafrechtspflege wurde erst 1998 verabschiedet). Ili Stieff prozessierte viele Jahre vergeblich um ihre Witwenrente. Erst als das Bundesverwaltungsgericht 1960 feststellte, die Verurteilung Stieffs sei ein offensichtliches Unrecht gewesen, bekam sie ihre Rente.

## Auszeichnungen
- Eisernes Kreuz II. und I. Klasse
- Deutsches Kreuz in Gold

## Ehrungen
- In der Nähe der Hinrichtungsstätte Plötzensee ist der Stieffring nach ihm benannt.[9]
- Am 9. August 2014 wurde vor seinem ehemaligen Wohnort, Berlin-Charlottenburg, Sybelstraße 66, ein Stolperstein verlegt.
- Die katholische Kirche hat Hellmuth Stieff im Jahr 1999 als Glaubenszeugen in das deutsche Martyrologium des 20. Jahrhunderts aufgenommen.
- In Düsseldorf ist eine Straße nach ihm benannt (geschrieben als „Helmut-Stieff-Straße“).
- Hellmuth Stieff ist Namensgeber des 93. Offizieranwärterjahrgangs der Bundeswehr.